# Francesco Saverio Garaguso
Francesco Saverio Garaguso (Roma, 3 aprile 1948) è un giornalista italiano, professionista dal 1971.
Esperto di economia e di politica dei trasporti si è occupato di "motori" sia a livello di prodotto, sia nel settore sportivo. 
In RAI dal 1979, vicecaporedattore del gr2 e conduttore del giornale radio nel 1994 viene nominato vicedirettore della TGR (testata Giornalistica Regionale. Nel 1998 passa a Rai Sport come responsabile del Coordinamento. Nel 1999 è stato team leader dell'équipe giornalistica che segue la Formula 1 e dal 2000 al 2005 ha curato la trasmissione Pole Position. Appassionato di Aeronautica ha ideato e curato "Azzurro Tricolore" format dedicato alle giornate dell'aria divenuta un appuntamento annuale con la esibizione delle "Frecce Tricolori" la pattuglia acrobatica della Aeronautica Militare Italiana. Esperto di auto d'epoca si è dedicato a questo settore a partire dagli anni 80, partecipando come concorrente ad alcune delle grandi gare del settore, e realizzando per la RAI una serie di "Speciali". Lasciata la RAI ha ideato e diretto "Dinamica Channel" canale televisivo digitare dedicato al mondo dei motori. È stato anche docente in corsi per gli specialisti dell'Aeronautica Militare dedicati al restauro ed al trasporto di aerei d'epoca. Con altri soci ha fondato una società per il restauro che ha già tenuto un primo corso presso l'Ordine degli Ingegneri del Lazio. Socio del Circolo Romano la Manovella è commissario tecnico del club per il settore auto
Esperto anche di auto storiche ha seguito alcune tra le più note manifestazioni del settore con servizi filmati e speciali.